# 熟坪乡
熟坪乡，是中华人民共和国湖南省怀化市洪江市下辖的一个乡镇级行政单位。

## 行政区划
熟坪乡下辖以下地区：
熟坪社区、熟坪村、网塘村、竹坡村、双溪桥村、尚宝村、大垅溪村、连丰村、下山村、光荣村、平山界村、大湾村、罗翁村、花园村、黎明村和大坳村。